# Sweet Little Baby Boy
"Sweet Little Baby Boy" é um canção natalina escrita por James Brown e Nat Jones. Foi lançado como single de duas partes em 1966. Ambas as partes também aparecem no álbum James Brown Sings Christmas Songs.